# Sara Strengell
Sara Ulrika Strengell, född 3 september 1917 i Helsingfors, död där 7 december 1969, var en finländsk skådespelare, regissör och teaterchef. Hon var dotter till Gustaf Strengell. 

## Biografi
Strengell ägnade sig först åt danskonsten, genomgick 1935–1937 Svenska Teaterns elevskola och var engagerad vid Svenska Teatern 1937–1938 och 1940–1941 samt vid Åbo svenska teater 1939–1940. Trots en lovande scendebut flyttade hon 1941 till USA, där hon vistades i sammanlagt 11 år och bland annat fick erkännande för sin Jeanne d'Arc i George Bernard Shaws skådespel på Clevelands Playhouse. Hon slog sig fram som frilans på Broadway och i tv och grundade en teaterskola i Detroit. Hon bedrev även teaterstudier i Paris, verkade i hemlandet bland annat som lärare vid Svenska Teaterns elevskola och ledde en egen teaterstudio. Åren 1961–1963 var hon konstnärlig ledare vid Wasa Teater och 1963–1965 chef för Åbo svenska teater. Hon verkade även som frilansregissör på finska scener och satte upp pjäser i Norge.